# Бланкенфельде-Малов
Бланкенфельде-Малов (нім. Blankenfelde-Mahlow) — громада у Німеччині, у землі Бранденбург, на південній околиці Берліна. 
Входить до складу району Тельтов-Флемінг. Площа — 54,89 км2. Населення становить 28 606 ос. (станом на 31 грудня 2020). Офіційний код — 12 0 72 017. 

## Демографія
Бланкенфельде-Малов є найбільш населеною сільською громадою у східній частині Німеччини (на території колишньої НДР).
- Динаміка населення з 1875 року в сучасних кордонах (Синя лінія: населення; Пунктир: відносна порівняльна динаміка населення землі Бранденбург; Сірий фон: період Третього рейху; Помаранчевий фон: період НДР)
- Динаміка населення (синя лінія) і прогнози

| Рік  | Населення |
| ---- | --------- |
| 1875 | 1 895     |
| 1890 | 2 022     |
| 1910 | 2 646     |
| 1925 | 3 793     |
| 1939 | 12 850    |
| 1950 | 14 689    |
| 1964 | 14 431    |

| Рік  | Населення |
| ---- | --------- |
| 1971 | 14 951    |
| 1981 | 14 561    |
| 1985 | 14 312    |
| 1990 | 14 600    |
| 1995 | 15 621    |
| 2000 | 21 307    |
| 2005 | 24 210    |

| Рік  | Населення |
| ---- | --------- |
| 2010 | 25 718    |
| 2015 | 26 319    |
| 2016 | 26 914    |
| 2017 | 27 378    |
| 2018 | 27 837    |
| 2019 | 27 939    |
| 2020 | 28 606    |

Джерела даних вказані на Wikimedia Commons.

## Галерея

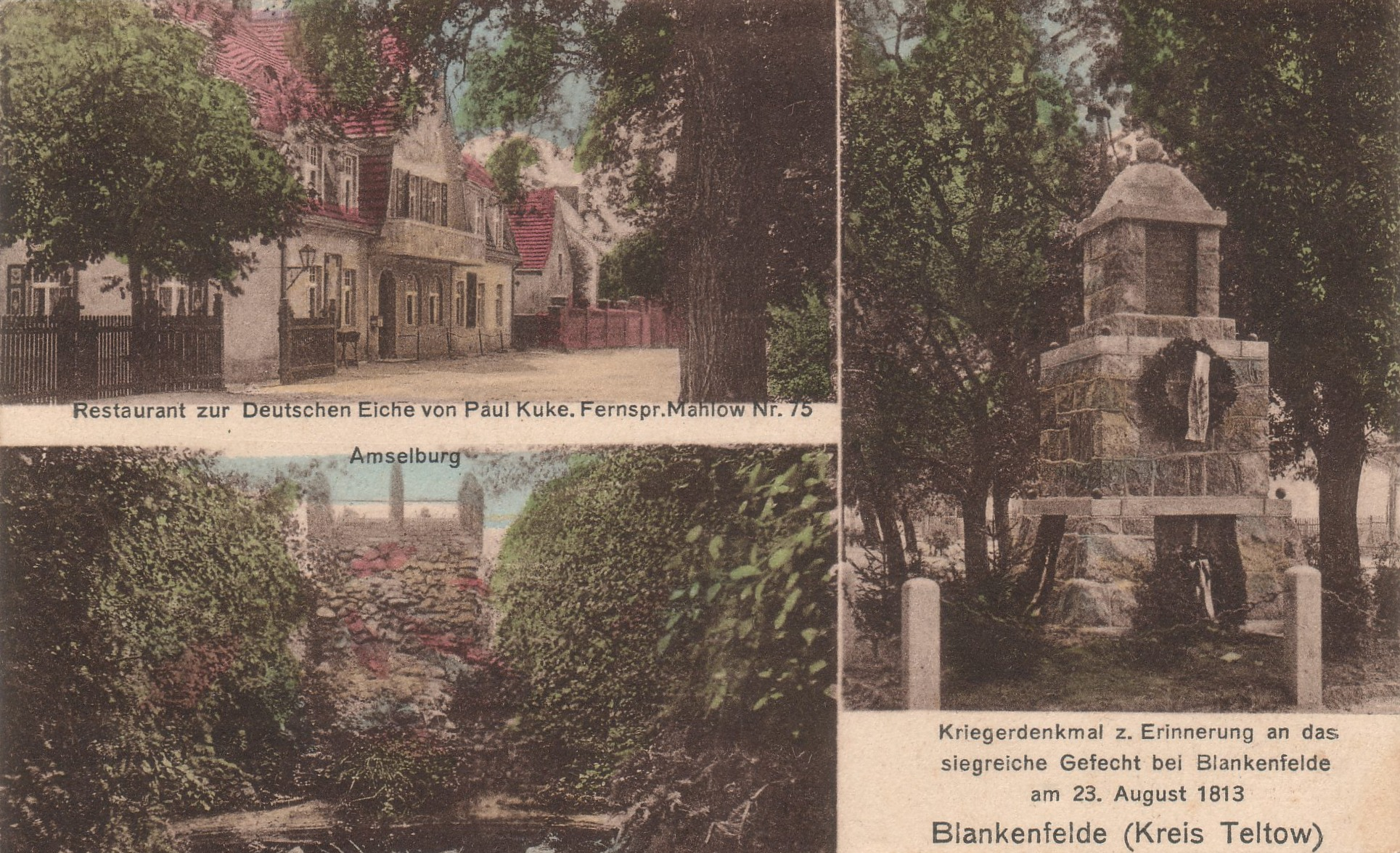
Бланкенфельде-Малов, 1896
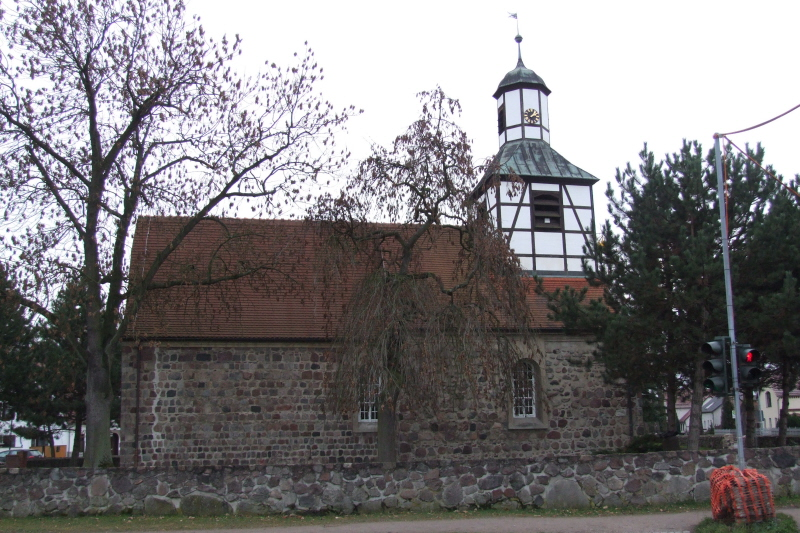
Сільська церква у центрі Бланкенфельде
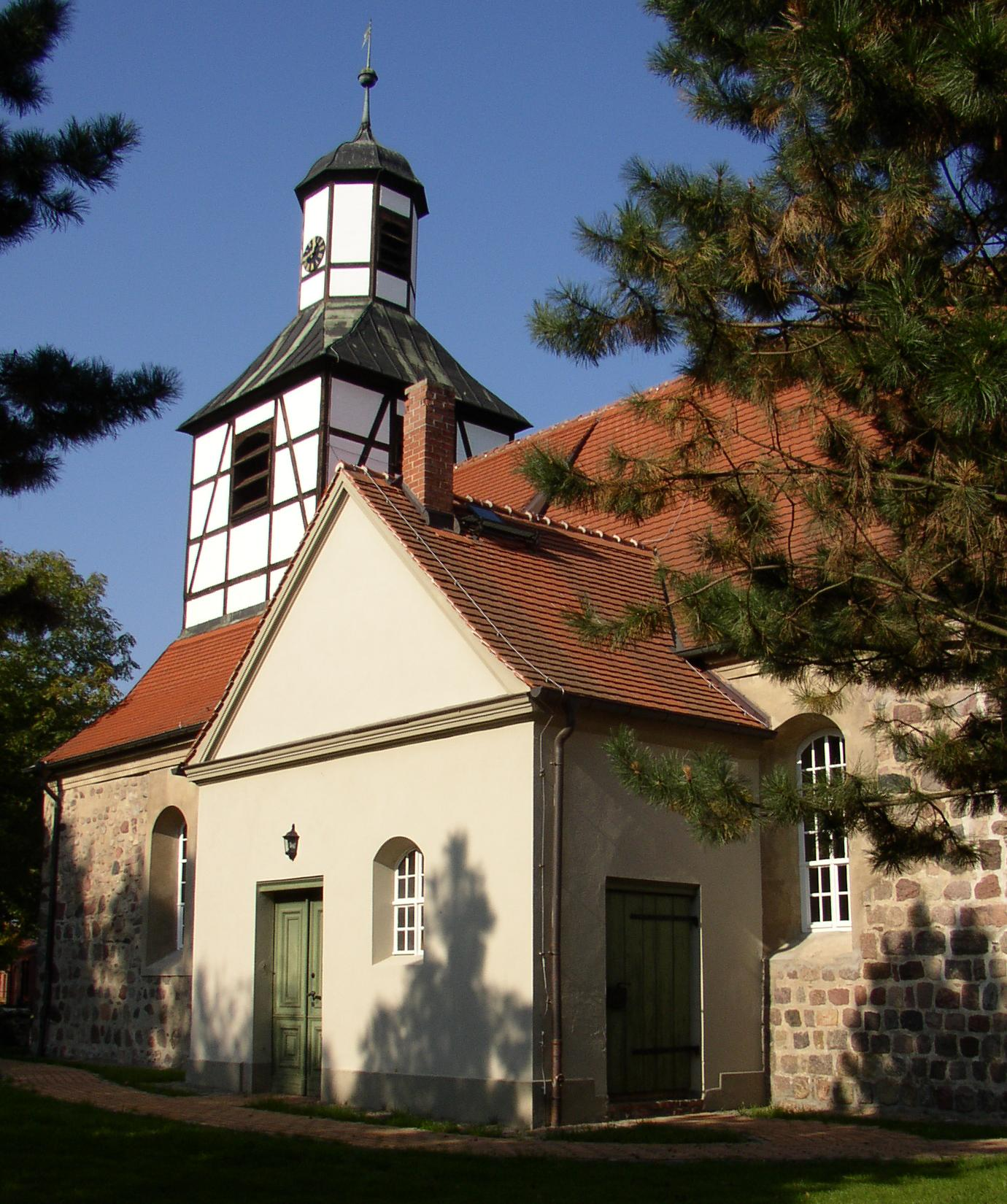
Церква у центрі Бланкенфельде
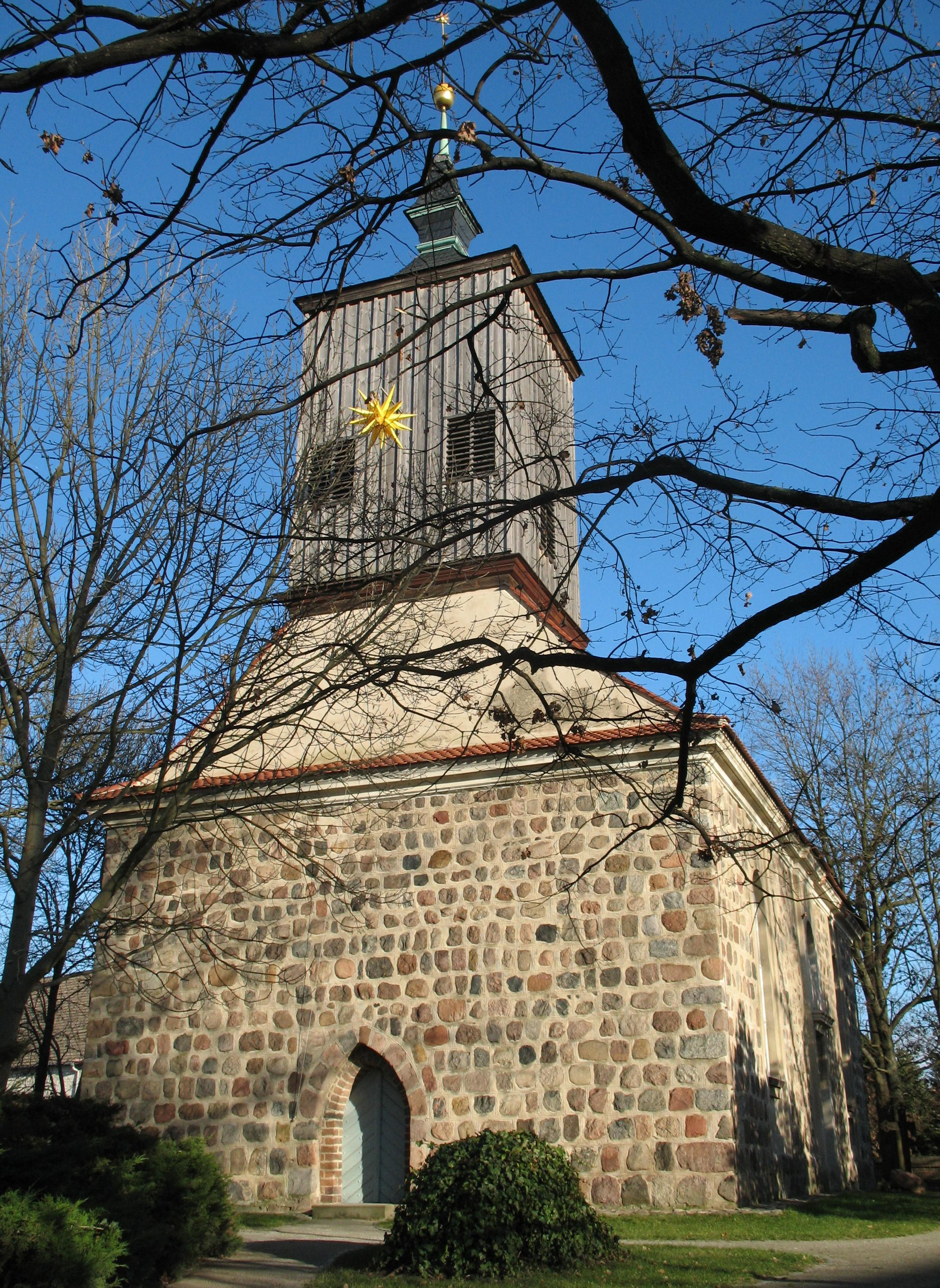
Церква у Малові
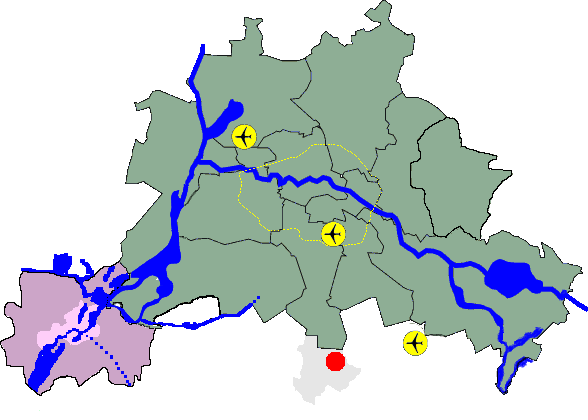
Розташування на околиці Берліна (червона крапка)
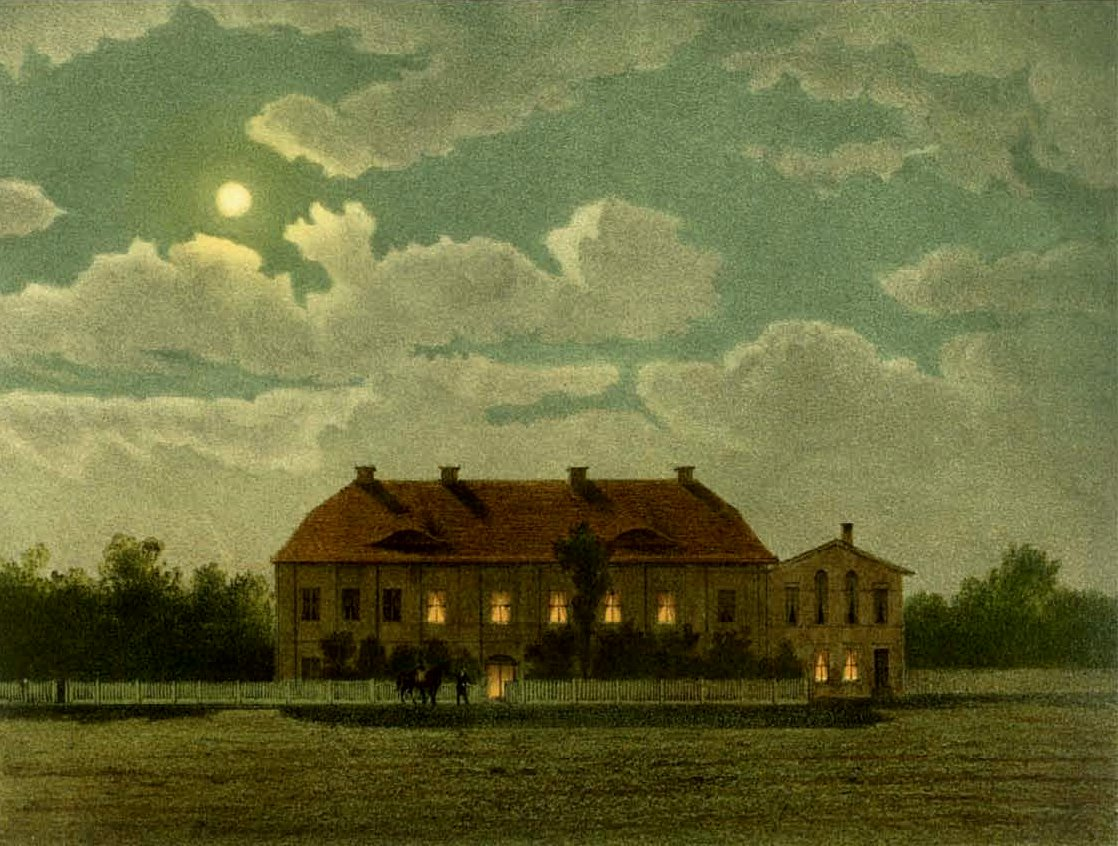
Бланкенфельде у 1860, зібрання Александера Дункера